# Helmuth Heinsohn
Helmuth Heinsohn (* 21. Mai 1907 in Lübeck; † 22. März 1985 in Hamburg) war ein deutscher Maler, Grafiker, Keramiker und Glasmaler.

## Leben

Hafen-Panorama im Haus der Patriotischen Gesellschaft, Hamburg

Helmuth Heinsohn war der Sohn von Carl Heinsohn, einem Lübecker Handwerksmeister, der dort von 1925 bis 1933 Senator war. Er absolvierte eine Lehre zum Anstreicher und besuchte die Kunstschule in Lübeck, wo er ein Schüler von Hans Peters war. Von 1926 bis 1930 studierte er an der Fachhochschule München. Zu seinen Lehrern gehörten Franz Wilhelm Jaeger und Georg Schrimpf.
1930 begann Heinsohn zu unterrichten, zunächst an der Kunstgewerbeschule in Kiel. Von 1932 bis 1937 war er Leiter der Fachklasse für Raum- und Wandmalerei und stellvertretender Direktor der Folkwang-Schule in Essen, einer Fachschule für Gestaltung. Danach war er freischaffend in Berlin tätig. Ab 1945 lebte er in Hamburg. Er war Gründungs- und posthumes Ehrenmitglied der Freien Akademie der Künste in Hamburg.
Heinsohn hatte 1926 seine erste Ausstellung. Als Motive für seine Bilder dienten ihm hauptsächlich Ansichten von Hamburg und Orten, die er bei seinen Reisen nach Griechenland, Italien und in die Vereinigten Staaten besichtigt hatte. Er malte auch Stillleben mit Blumen sowie Porträts von Knaben und Hamburger Persönlichkeiten. Von 1957 bis 1961 schuf er Keramikbilder für Schulen und Industriegebäude in Hamburg. Im Haus der Patriotischen Gesellschaft gestaltete er ein großes Hamburg-Panorama. Seine Wandmalereien, Wandkeramiken und Glasfenster fanden auch in Schiffen der HAPAG Verwendung.
Eine Reihe von Arbeiten Heinsohns wurden von der Hamburger Baubehörde im Rahmen des Programms „Kunst am Bau“ angekauft.
Helmuth Heinsohn ruht auf dem Friedhof Volksdorf (Grablage Ab 6).

## Kunst im öffentlichen Raum

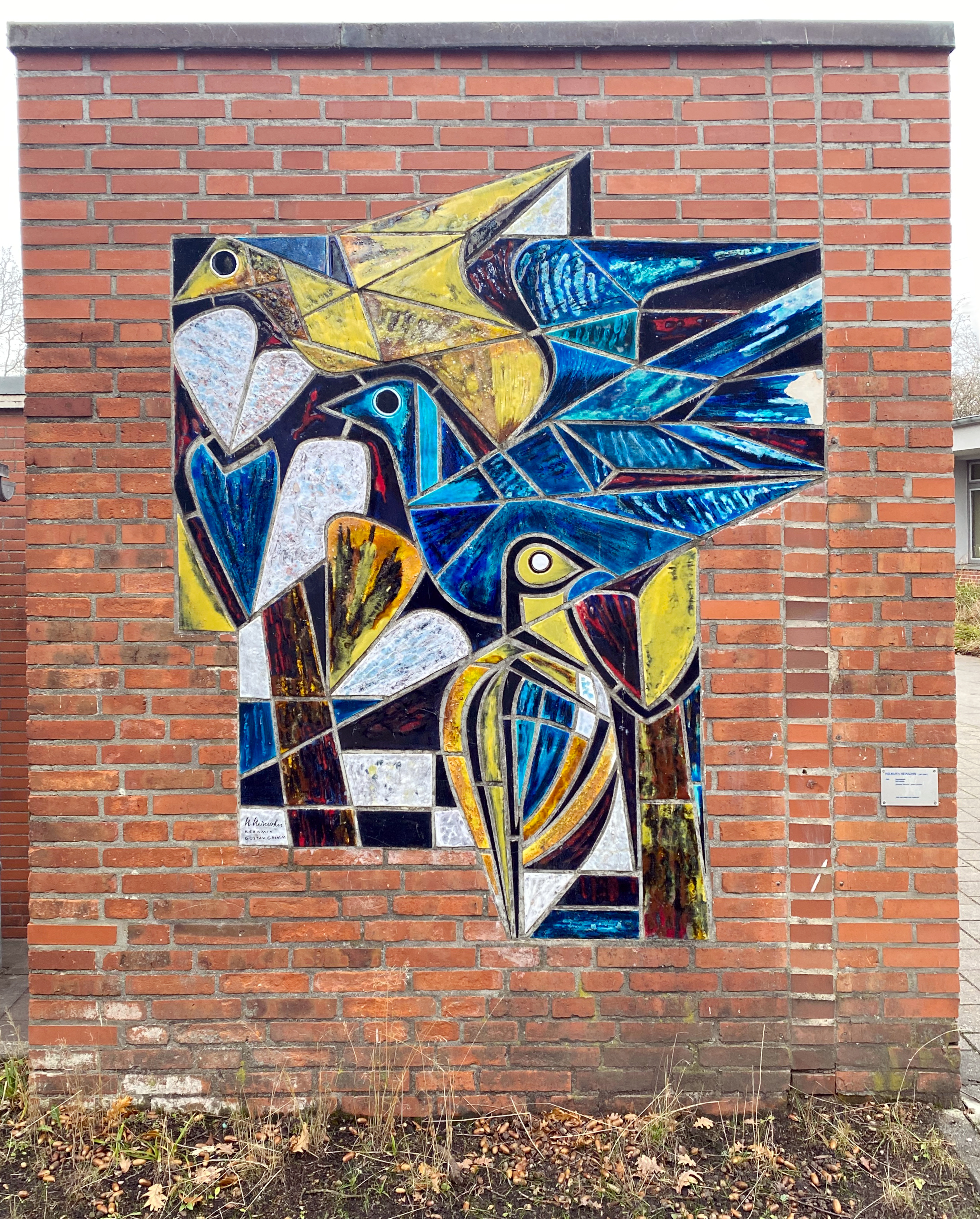
„Vogelmosaik“ (1965)

- 1961: „Organisches und Anorganisches“, zweiteilige Arbeit in Hamburg-Osdorf
- 1958: ohne Titel, Wandgestaltung über zwei Stockwerke im Kreuzbau der Schule Stengelestraße in Hamburg-Horn
- 1959: ohne Titel, Gestaltung des Treppenhauses der Fritz-Köhne-Schule in Hamburg-Rothenburgsort
- 1965: „Vogelmosaik“, glasierte Keramik in der Schule Oktaviostraße in Hamburg-Marienthal
- 1971: „Wegweiser“ (SAGA: „Kreis auf Podest“) am Gleiwitzer Bogen 111 in Hamburg-Jenfeld

## Ausstellungen (Auswahl)
- 1926: Overbeck-Gesellschaft, Lübeck[2]
- 1956: Galerie Commeter, Hamburg (Einzelausstellung)[3]
- 1959: Doll and Richards Gallery, Boston (Einzelausstellung, mit Katalog)[3]
- 1977: Freie Akademie der Künste in Hamburg (Einzelausstellung, Werkschau)[2]